# Camilla Kur Larsen
Camilla Kur Larsen (* 3. April 1989) ist eine dänische Fußballspielerin.

## Karriere

### Verein
Nach Stationen beim BK Skjold und dem AC 2670 Greve lief Kur Larsen von 2009 bis 2012 für den dänischen Erstligisten Brøndby IF auf, mit dem sie 2011 und 2012 jeweils das Double aus nationaler Meisterschaft und Pokalsieg feiern konnte. Im Sommer 2012 gab sie ein kurzes Gastspiel bei der W-League-Franchise der Colorado Rapids, ehe sie noch im gleichen Jahr in ihre Heimat zurückkehrte und einen Vertrag bei Fortuna Hjørring unterschrieb. Mit Fortuna wurde sie im Jahr 2014 erneut dänische Meisterin und wechselte im Anschluss zur Saison 2015 der NWSL zur Franchise der Western New York Flash. Im Juni wurde sie nach lediglich drei Saisoneinsätzen von ihrem Arbeitgeber freigestellt und wechselte wenige Wochen später zum italienischen Erstligisten AGSM Verona.

### Nationalmannschaft
Kur Larsen lief von 2009 bis 2011 dreimal für die dänische U-23-Nationalmannschaft auf und debütierte am 7. März 2011 in der A-Nationalmannschaft Dänemarks. Auf ihr zweites Länderspiel musste sie auf den Tag genau drei Jahre warten.

## Erfolge
- Dänischer Meister 2011, 2012, 2014
- Dänischer Pokalsieger 2010, 2011, 2012